# Chi tiêu công cộng
Chi tiêu công cộng là tổng hợp các khoản chi của chính quyền, doanh nghiệp và người dân khi trang trải kinh phí cho các hoạt động do chính phủ quản lý.

## Các định nghĩa
Chi tiêu công cộng phản ánh lựa chọn của chính phủ. Mỗi khi chính phủ quyết định một hàng hóa hay dịch vụ nào đó, chi tiêu công cộng sẽ xuất hiện để phản ánh chi phí của quyết định đó. Tuy nhiên, hiển thị nó như thế nào lại gây ra nhiều tranh cãi. Thế nên, không tránh khỏi định nghĩa khác nhau về chi tiêu công cộng.

### Nghĩa hẹp[2]
Chi tiêu công cộng được hiểu là khoản chi của chính phủ thông qua ngân sách của nhà nước. Định nghĩa này có nhiều hạn chế:
- Nó không phản ánh đầy đủ tác động của chính phủ đối với nền kinh tế quốc dân.
- Chi tiêu công cộng chỉ là một phần trong các chi phí cho các hoạt động mà chính phủ và tư nhân cùng đóng nhưng chính phủ quản lý, vì vậy định nghĩa trên không cho thấy hết lợi ích của chi tiêu công cộng.
- Định nghĩa hẹp còn không cho thấy khoản chi tiêu ngoài ngân sách nhà nước và các khoản nợ công bất thường.

### Nghĩa rộng[2]
Theo nghĩa này, chi tiêu công cộng là tất cả các khoản chi tiêu của chính phủ, người dân và các thành phần kinh tế để thực hiện quy định của chính phủ hoặc để cung cấp hàng hóa, dịch vụ do chính phủ quản lý. Định nghĩa này tuy khắc phục được 3 nhược điểm của định nghĩa hẹp, nhưng lại tạo ra sự khó khăn trong xác định.

## Phân loại[3]
Có nhiều tiêu chí để phân loại chi tiêu công cộng

### Theo tính chất
Phân loại theo cách này giúp chúng ta có thể phân tích các vấn đề kinh tế. Gồm có hai loại chi tiêu:
- Chi tiêu hoàn toàn mang tính chất công cộng: Là các khoản chi đòi hỏi nguồn lực của nền kinh tế. Nếu khu vực công cộng sử dụng nguồn lực này, các khu vực khác sẽ không thể sử dụng nó, từ đó phát sinh ra chi phí cơ hội do mất đi lợi từ các khu vực ngoài công cộng đó. Khoản chi tiêu công cộng này được xem là nguyên nhân gây ra sự "thoát giảm" đầu tư tư nhân. Vì vậy, cần cân nhắc đầu tư vào đâu là hiệu quả nhất.
- Chi chuyển giao: Đây là loại chi mang tính chất phân phối lại. Các khoản chi thuộc loại này gồm có: lương hưu, trợ cấp, phúc lợi xã hội,... Thay vì là người nắm lấy, chính phủ trở thành thể trung gian chuyển giao chi tiêu này. Tuy nhiên, tổn thất cho xã hội vẫn không thể tránh khỏi. Sở dĩ như vậy là vì việc phân bổ lại chi tiêu đã khiến cho nguồn lực cũng được phân bổ theo, mà trong quá trình đó, ta không tránh khỏi sự méo mó.

### Theo chức năng
Cách phân loại này mang ý nghĩa phân tích nhiều hơn quản lý. Chi tiêu công cộng gồm bốn loại:
- Chi hành chính: Nó còn được gọi là chi cho các dịch vụ nói chung của chính phủ. Chính phủ cần các khoản chi loại này để duy trì các hoạt động đảm bảo chức năng của mình. Chúng gồm có chi cho các cơ quan hành chính của chính phủ, cảnh sát, tòa án,...
- Chi cho các dịch vụ kinh tế: Gồm các khoản chi của chính phủ vào sản xuất, cơ sở hạ tầng,...
- Chi cho các dịch vụ cộng đồng và xã hội: Gồm có chi cho giáo dục, y tế, văn hóa,...;trợ cấp, lương hưu,...
- Khác: Đây là khoản chi dùng để trả nợ của chính phủ hoặc phân bổ ngân sách giữa các cấp chính quyền.

### Theo mục đích[3]
- Chi thường xuyên: Đây là các khoản chi lặp đi lặp lại nhiều lần. Các hàng hóa, dịch vụ được mua bởi loại chi tiêu công cộng này thường không lâu bền. Có thể kể đến: lương công chức nhà nước, chi cho tu sửa cơ sở hạ tầng,...
- Chi đầu tư : Khoản chi này được sử dụng để mua các hàng hóa, dịch vụ có giá trị nhất định và thời gian sử dụng là hơn 1 năm trong quá trình sản xuất. Loại chi này gồm chi cho đất đai, thiết bị, trái phiếu, tài sản phi chính phủ,...

## Vai trò
Chi tiêu công cộng có vai trò:
- Phân bổ nguồn lực.
- Phân phối lại nguồn thu nhập.
- Ổn định nền kinh tế.